# Блэр, Фрэнсис Престон (младший)
Фрэнсис Престон Блэр-младший (англ. Francis Preston Blair, Jr.; 19 февраля 1821, Лексингтон, Кентукки — 8 июля 1875, Сент-Луис, Миссури) — американский военный деятель, генерал армии Союза в годы Гражданской войны в США. Представлял штат Миссури в Палате представителей и Сенате, был кандидатом в вице-президенты от Демократической партии в 1868 году.

## Биография
Был третьим сыном Фрэнсиса Престона Блэра-старшего. Окончил Принстонский университет в 1841 году, после чего поступил в Трансильванский университет изучать право. С 1842 года он занимался в Сент-Луисе юридической практикой. После окончания Американо-мексиканской войны некоторое время управлял территорией Нью-Мексико, также стал одним из основателей отделения Партии свободной земли в Миссури.
Хотя он был рабовладельцем, но выступал за постепенное освобождение рабов, с 1852 по 1856 год был депутатом в Палате представителей Миссури. В 1856 году избрался в Палату представителей США от Республиканской партии, был побеждён на выборах в 1858 году, но был успешно переизбран в 1860 году; был известен активной поддержкой президентской кампании Авраама Линкольна. После начала Гражданской войны возглавил комитет войны в Палате представителей Миссури и затем, покинув парламент, — местную федералистскую организацию добровольческого ополчения, предпринял усилия по подавлению сепаратизма и сохранению Миссури в составе Союза. В 1862 году получил звание бригадного генерала, затем генерал-майора. Принимал участие в осаде Виксберга и других сражениях войны.
В 1864 году вернулся в Палату представителей, где, в частности, критиковал политиков из числа радикальных республиканцев, поддерживавших планы Линкольна по Реконструкции Юга. В 1868 году баллотировался в вице-президенты США, но проиграл выборы. Некоторые политики считали, что его драматические речи об опасностях чёрной эмансипации стоили демократам поражения в этих выборов. В 1870 году избран сенатором, но не сумел переизбираться в 1872 году.
В 1872 году Блэр перенес парализующий инсульт, но до своей смерти продолжал заниматься государственной политикой.

## Семья
Отец: Фрэнсис Престон Блэр (1791—1876) — американский журналист и политический деятель, основатель поселения Силвер-Спринг
Мать: Элиза Вайолет Гист
Братья и сестра:
- Монтгомери Блэр[англ.] (1813—1883) — политик, адвокат.
- Джеймс Блэр
- Элизабет Блэр Ли